# Arthur Brooke
Arthur Brooke, a volte riportato come  Arthur Broke (... – Canale della Manica, 19 marzo 1563), è stato un poeta e traduttore inglese.

## Biografia
Fu autore del poema The Tragicall Historye of Romeus and Juliet (1562), su cui William Shakespeare si basò per il suo Romeo e Giulietta. Il poema, tradotto e versificato da una Novella di Matteo Bandello, differisce dall'originale per diversi aspetti: sviluppò il personaggio della nutrice di Giulietta, cambiò i particolari del finale e interpretò la tragedia dei due amanti alla luce del fato che ne avrebbe determinato il destino. Il poema di Brooke includeva nella prefazione la professione di fede protestante, in linea con le leggi emanate da Elisabetta I (1558-1603), che stabilì di escludere nel Paese qualsiasi confessione diversa da quella anglicana.
Brooke morì nel naufragio della sua nave, mentre stava raggiungendo le truppe inglesi in Francia.